# Quick 1888
Quick 1888, ook wel bekend als Quick Nijmegen, is een omnivereniging die in 1888 werd opgericht als cricketclub. Quick 1888 speelt de wedstrijden op Sportpark De Dennen. In het seizoen 2020/21 speelt het eerste zondagvoetbalelftal van Quick in de Tweede klasse van het amateurvoetbal.
Vanaf het seizoen 2017/18 beschikt de club ook over een standaard zaterdagteam. Dit team komt in het seizoen 2020/21 uit in de Vierde klasse van het district Oost.

## Geschiedenis
In het jaar 1888 kwamen zes jongens in Nijmegen bij elkaar om een club op te richten. Dit waren leerlingen van de Nijmeegsche Nutsschool die ontevreden waren over de gang van zaken binnen de Nijmeegsche cricket- en footballclub Gelria (opgericht in mei 1886 en in 1889 opgeheven). Op 10 april was de vereniging een feit, toen de cricketclub Quick werd opgericht.
Het allereerste speelveld was gelegen aan de Kronenburgersingel. Toen dit later te klein werd, kwamen zij via de St. Annastraat en de Wedren terecht op de Weurtseweg. Er werd besloten dat in de zomermaanden de cricketsport zou worden beoefend en dat de wintermaanden bestemd waren voor de voetbalsport.
De eerste notulen van een officiële bestuursvergadering dateren van 29 maart 1893. Hierin werd vastgesteld dat de contributie voor leden 30 cent per maand zou bedragen. Voor velen was dit blijkbaar toch te veel, gezien het aantal aanmaningen dat de deur uitging, aldus de notulen.
In 1894 trad Quick 1888 toe tot de N.V.B. en werd er gespeeld tegen clubs als Vitesse, UD, Voorwaarts uit Tiel en Victoria uit 's-Hertogenbosch.
Op 27 mei 1895 werd op de Algemene Vergadering besloten tot het opheffen van de cricketafdeling. Men probeerde deze sport te verkopen aan een andere vereniging voor 15 gulden. Als vervangende sport werd voor de zomermaanden atletiek binnengehaald.
In augustus 1896 werd het officiële clubtenue ingevoerd. Het ledental bedroeg toen 16 mannen. Dit jaar was zo succesvol dat het ledental zich uitbreidde tot 71 mannen.
In 1897 werd voor het eerst in een beslissingswedstrijd gewonnen van P.W. en de promotie naar de eerste klasse was een feit. Daarna groeide Quick verder door, waardoor in 1913 het ledenaantal van 151 was bereikt en er 186 donateurs waren.
In 1910 werd Quick kampioen van de Oostelijke Eerste Klasse en mocht het de finale om het landskampioenschap spelen tegen HVV. Deze wedstrijden verloor Quick met 2-0 en 3-2.
In de zomer van 1915 werd de cricketafdeling opnieuw opgericht. Een jaar later overleed de toenmalige voorzitter W.H. Schippers op 15 april. Dit was de man die "Quick tot grote innerlijke bloei bracht", maar ook de man die bij zijn overlijden een legaat aan Quick schonk ter grootte van fl. 7500,-. Voor die tijd was dat een astronomisch bedrag. Van dit geld werd de stichting "Het Sportpark" opgericht.
In september 1916 werd besloten tot aankoop van het landgoed van villa Leliëndaal aan de Hazenkampseweg. Op dit landgoed werd een sportpark gebouwd met een echte tribune en een gedenksteen ter nagedachtenis aan de man die dit allemaal mogelijk had gemaakt: W.H. Schippers. Op zondag 5 mei 1918 werd door de burgemeester van Nijmegen een lint doorgeknipt, waarna de 4000 toeschouwers zich konden vergapen aan de openingswedstrijd tegen Sparta Rotterdam. Uitslag 2-2.
Samen met voetbal, cricket en atletiek en later ook een bloeiende afdeling hockey werden goede en grootse jaren doorgebracht op het sportterrein aan de Hazenkamp.
Hockey was geen afdeling van Quick, maar een aparte vereniging. Deze bestond uitsluitend uit damesleden. Wel werd zeer nauw met Quick samengewerkt en het complex gedeeld, zodat het voelde als een afdeling.
In 1938 promoveerde Quick naar de eerste klasse dankzij het "Gouden Elftal". Het was extra feestelijk omdat 1938 het jaar was waarin Quick 50 jaar bestond.

### KNVB Beker

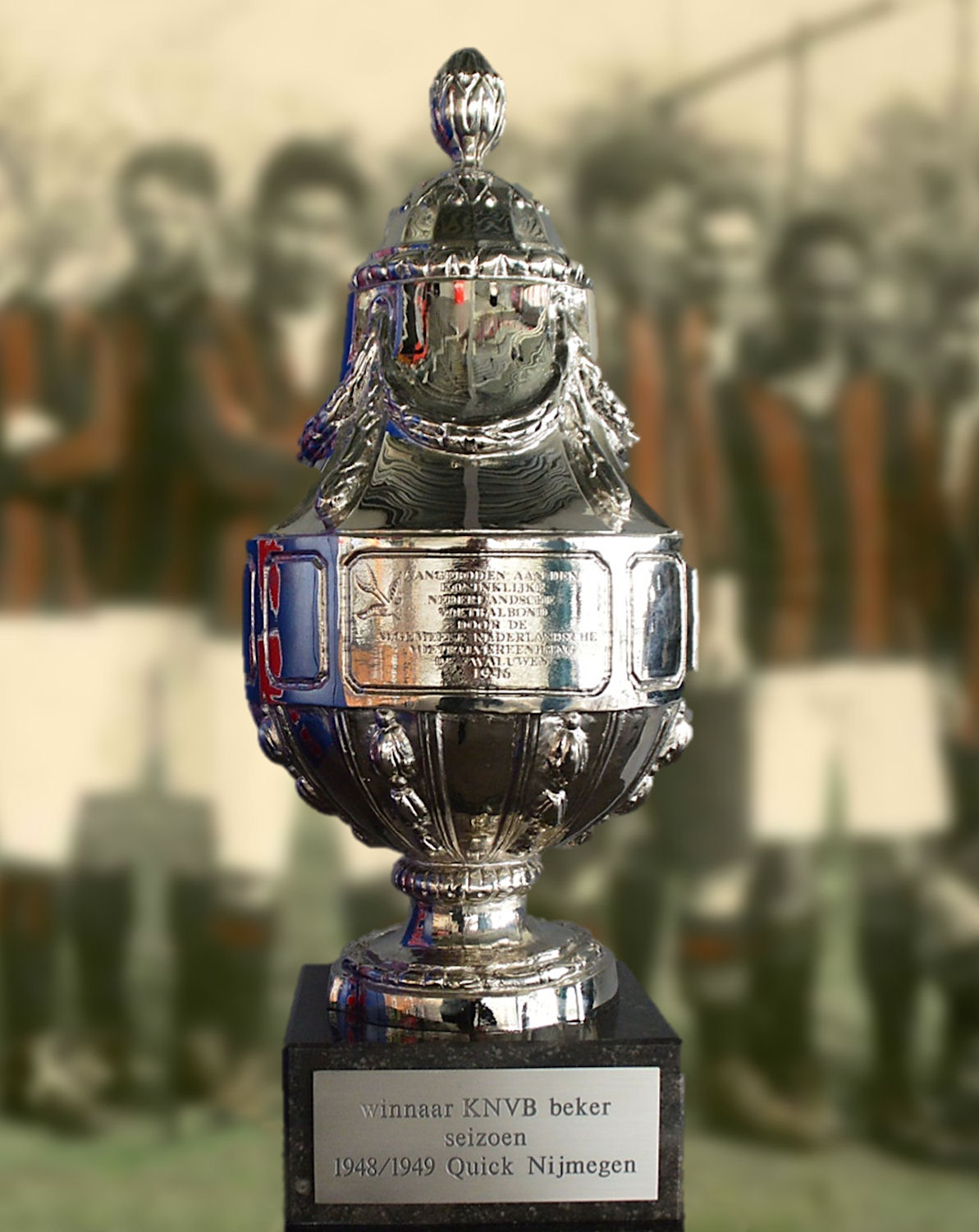
KNVB Beker seizoen 1948-1949

Het winnen van de KNVB Beker in 1949 wordt nog altijd gezien als een uitermate glorieus moment in de Quick-geschiedenis. Quick won de finale van SC Helmondia na strafschoppen, de finale werd gespeeld op het Sportpark Aalsterweg in Eindhoven. 
Landskampioen in dat jaar was SVV uit Schiedam. Op 25 juni 1949 troffen beide elftallen elkaar in het Goffertstadion voor de wedstrijd om de Supercup. Bij die wedstrijd ontbrak een van de Quick-spelers om een heel curieuze reden: Herman Gerrits, spitsspeler van de bekerwinnaars, bleek tijdens die bekerfinale zijn enkel gebroken te hebben. Hij merkte dat na afloop van de wedstrijd, in de kleedkamer. Na het uittrekken van zijn voetbalschoenen, bleek staan opeens pijnlijk en onmogelijk.
Omdat de KNVB Beker in deze tijd een wisselbeker betrof had Quick alleen een spelersbekertje in hun vitrine staan. In 2017 werd, na inzameling, dan eindelijk een replica van de KNVB Beker aangekocht. Op 23 september 2017 werd door de Vicepresident van de UEFA Michael van Praag, tijdens een ceremonie, de beker overhandigd. Tot op heden is Quick 1888 de enige amateurclub met de KNVB Beker in bezit.

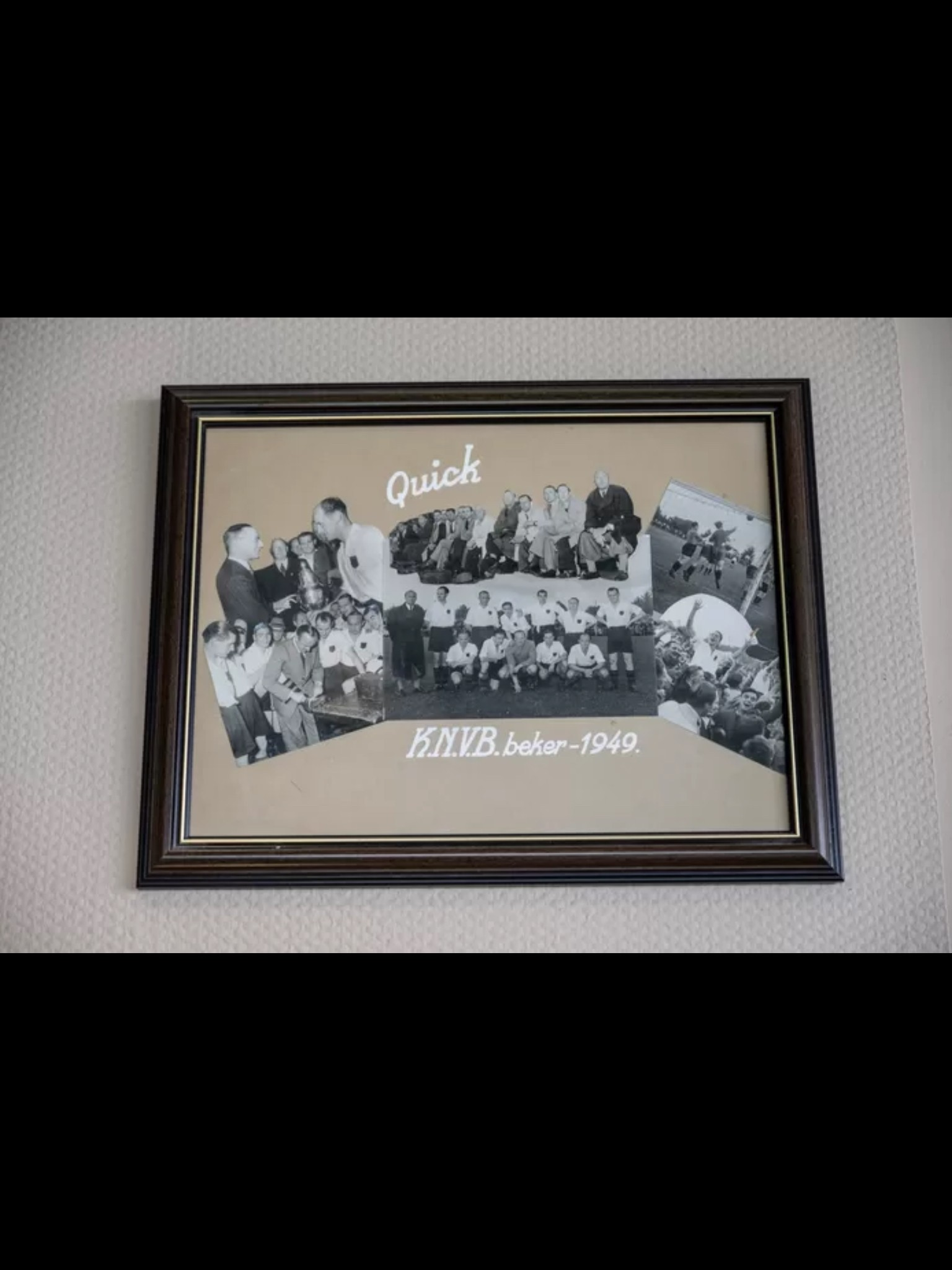
Bekerfinale van 1949

### Supercup
De wedstrijd om de Nederlandse Supercup 1949 was de allereerste Supercupwedstrijd in het Nederlandse voetbal.
De wedstrijd werd ter gelegenheid van het 40-jarig jubileum van de Afdeling Nijmegen van de KNVB op 25 juni 1949 om 19.00u gespeeld in de Goffertstadion in Nijmegen tussen landskampioen SVV en bekerwinnaar Quick Nijmegen. Scheidsrechter was H.J. Laar uit Zutphen. SVV won de cup en was lange tijd de enige winnaar van deze prijs. Pas in 1991 kreeg de Supercup weer een vervolg.

### De affaire Stanley Rose
Stanley Rose was een militair (van het bevrijdingsleger) uit Engeland. Hij meldde zich aan bij Quick en bleek een bekwaam cricketer en voetballer te zijn. Toen het bevrijdingsleger terug naar Engeland ging bleef hij echter elke week naar Nijmegen komen om voor het eerste elftal te spelen. Toen in 1950 een belangrijke beslissingswedstrijd tegen Vitesse gespeeld moest worden, tekende Vitesse protest aan, omdat Stanley geen Nederlander was. Vlak voor de wedstrijd kwam er een telegram waarin bevestigd werd dat hij niet mocht spelen. Quick verloor de beslissingswedstrijd.

### De verhuizing
Toen het complex aan de Hazenkamp moest wijken voor woningbouw verhuisde Quick na veel onderhandelen in 1960 naar de huidige locatie: de Dennenstraat. Het huidige veld 6 behoorde toen nog toe aan een andere club (Blauw-Wit). Vanaf 1961 speelde Quick hier haar thuiswedstrijden.
De dameshockeyclub verhuisde mee , en werd omgezet in een Mixed Hockeyclub.

### De toegangspoort

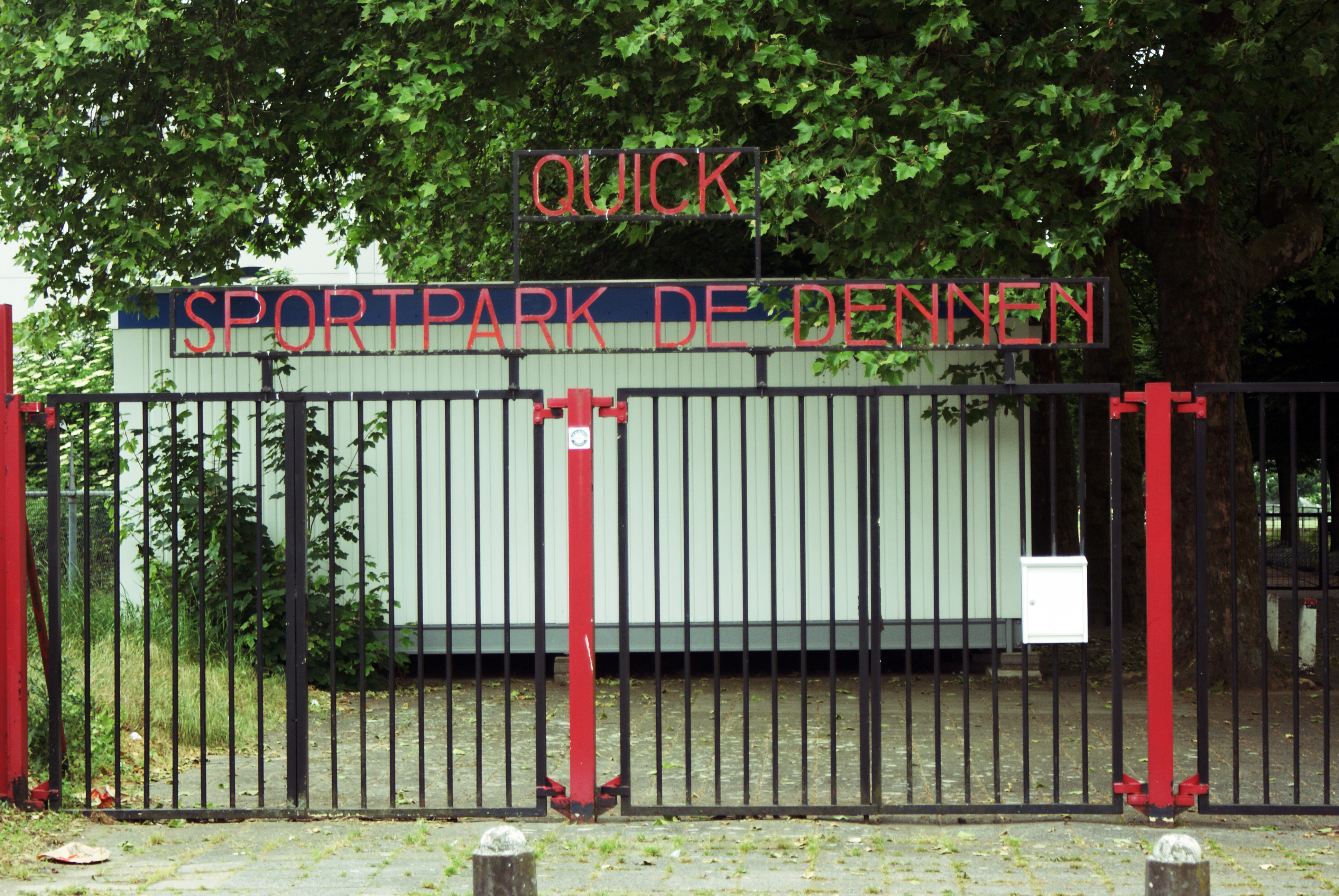
Sportpark De Dennen Hoofdingang

In september 1965 kreeg Quick van de supportersvereniging een officiële toegangspoort aangeboden, met de letters "Sportpark De Dennen". Deze poort is nog altijd te vinden bij de hoofdingang.

### De verplaatsing
In 1970 wilde de Gemeente Nijmegen een uitgaande weg aanleggen richting Dukenburg. Het hoofdveld en het tweede speelveld van het sportpark De Dennen lagen echter precies op de route van de geplande weg. Uiteindelijk zijn beide velden opgeschoven naar de plek waar ze nu liggen. Het gevolg was dat de hoofdtribune en parkeerplaatsen verplaatst moesten worden. De open zittribune werd niet verplaatst gezien de teruglopende belangstelling voor het voetbal. Daarom staat deze tribune nog altijd niet op één lijn met de huidige ligging van het hoofdveld.

### Naar de hoofdklasse KNVB
In 1974 werd het 1e voetbalelftal kampioen van de eerste klasse. Quick was in dat jaar de eerste club die zich kwalificeerde voor de toentertijd nieuw te vormen hoofdklasse KNVB die van start ging in het seizoen 1974-1975. Destijds was de hoofdklasse het hoogste amateurniveau.

### De groei van NVCT en AV Quick naar Quick 1888
- Op 1 september 1966 verliet de hockeyclub de moedervereniging, omdat er te weinig uitbreidingsmogelijkheden waren. Inmiddels is deze vereniging in 2006 een fusie aangegaan met de hockeyvereniging ZOW en is de hockeyvereniging HC QZ ontstaan.
- In mei 1978 verliet de afdeling atletiek Quick 1888. Ook zij hadden dringend behoefte aan uitbreiding, die niet aan de Dennenstraat geboden kon worden. Brakkenstein werd hun nieuwe locatie. Deze voormalige Quick-afdeling fuseerde met Union Numaga Combinatie (UNC) en werd omgedoopt tot Atletiekvereniging Nijmegen, later werd dit Nijmegen Atletiek.
- Bij Quick bleef men wel hardlopen; na het weggaan van de atletiek afdeling ontstond een nieuwe hardloopafdeling, HUK (Houd U Kwiek) genaamd.
- In 1983 werden de eerste twee tennisbanen aangelegd, waardoor de afdeling tennis het levenslicht zag. Deze werd later uitgebreid met Z.O.W. tennis, een vereniging die moest wijken voor woningbouw naast het vroegere Dominicus-college.
- In 1990 kwam de afdeling badminton tot stand en inmiddels bestond er ook zaalvoetbal binnen NVCT en AV Quick. Gezien al deze nieuwe activiteiten moest de naam van de vereniging veranderd worden. Bij besluit van de algemene ledenvergadering werd unaniem gekozen voor Quick 1888.
- In 1991 kwam een aantal senioren bij elkaar. Zij wilden in de sporthal een nieuw spel introduceren, het nog onbekende Bowls. Aanvankelijk gestart met 20 leden is deze afdeling inmiddels uitgegroeid tot een volwaardig lid van de Quick-familie.

### Een eigen sporthal

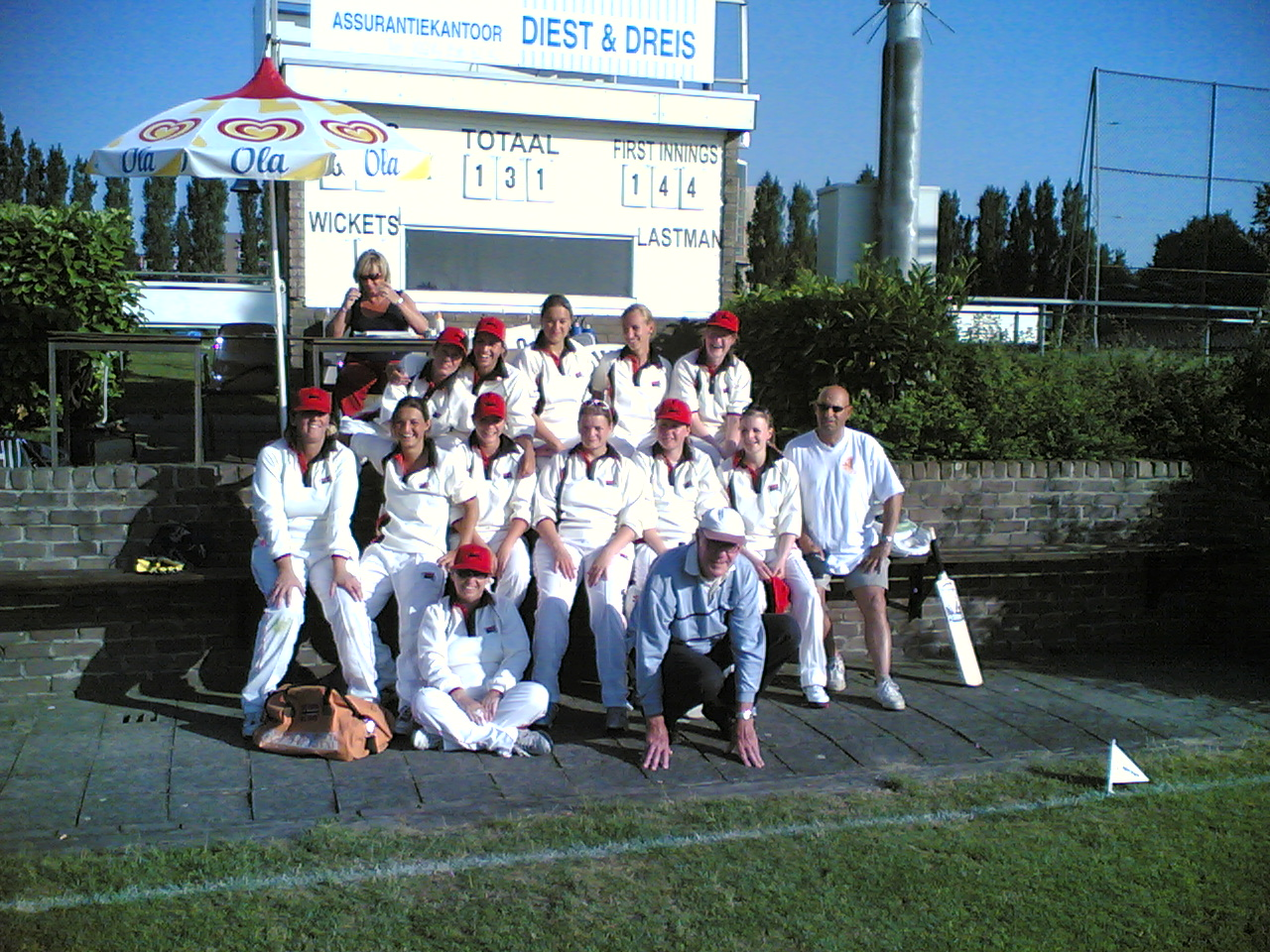
Op de middelste rij, 2e van links,zonder petje: Lotte Egging

In 1987 werd Sportpark De Dennen BV opgericht met als doel onder andere een eigen sporthal te realiseren ter gelegenheid van het 100-jarig bestaan. Deze werd in 1989 opgeleverd en kreeg de naam O.C. Huisman-Hal, vernoemd naar de voormalige voorzitter die een van de grote voorvechters van de NVCT en AV Quick was.

### Een nieuwe international
Naast de voetballende internationals Han Engelsman en Felix von Heijden, kent Quick 1888 sinds enige tijd ook een vrouwelijke cricketinternational. Lotte Egging was al bij Jong Oranje, maar sinds de zomer van 2006 mag zij zich ook Oranjespeelster noemen. Zij heeft in 2006 alle wedstrijden van Oranje (waaronder een EK) meegespeeld.
In februari 2008 speelt Lotte met het Nederlands elftal in Zuid-Afrika. In de halve finale speelde Nederland tegen Pakistan. Hoewel het voor Nederland een teleurstellende nederlaag werd, werd Lotte de 'player of the match'; ze scoorde een hattrick.

### Renovatie Sportpark De Dennen

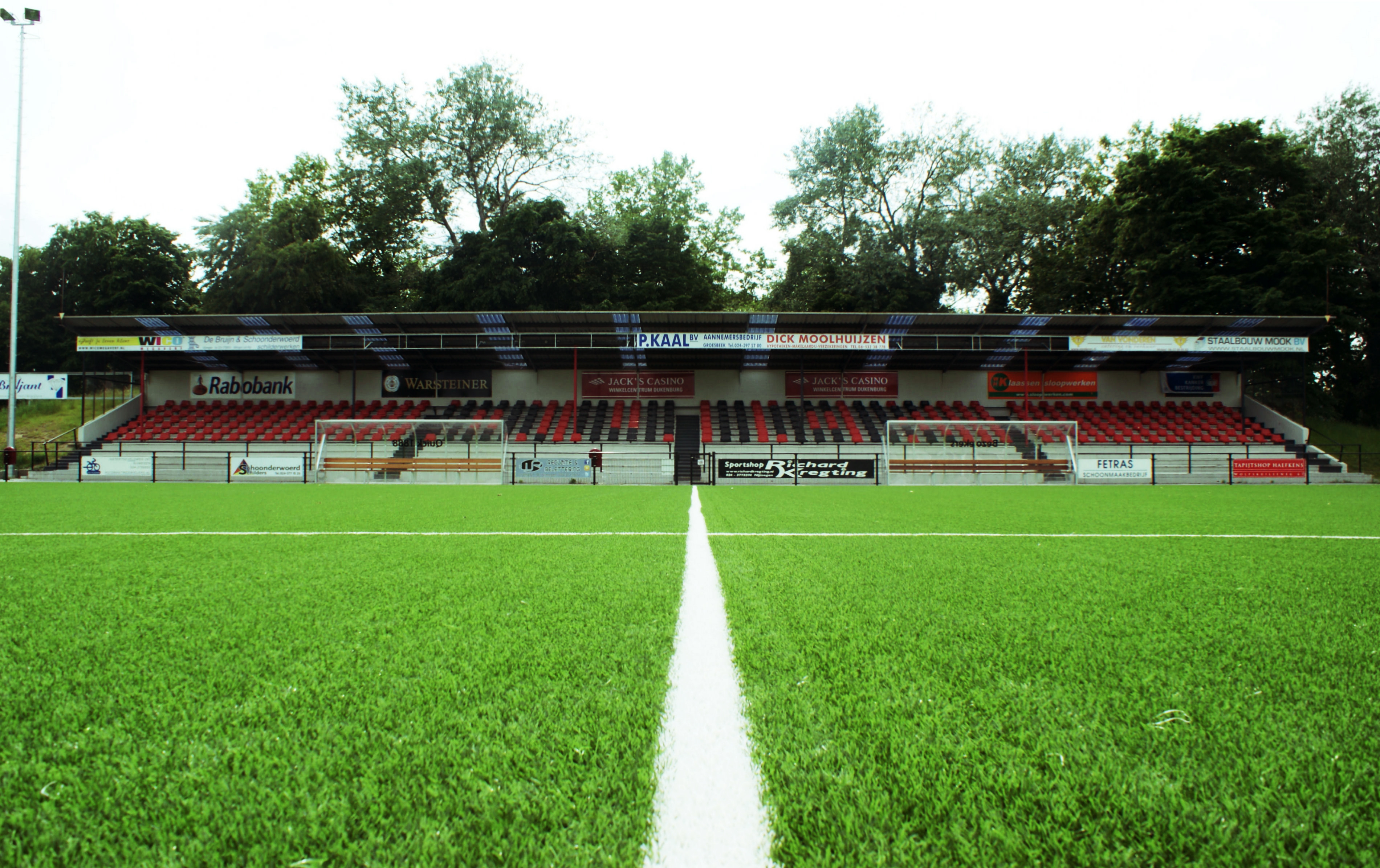
Sportpark De Dennen Hoofdtribune Quick 1888

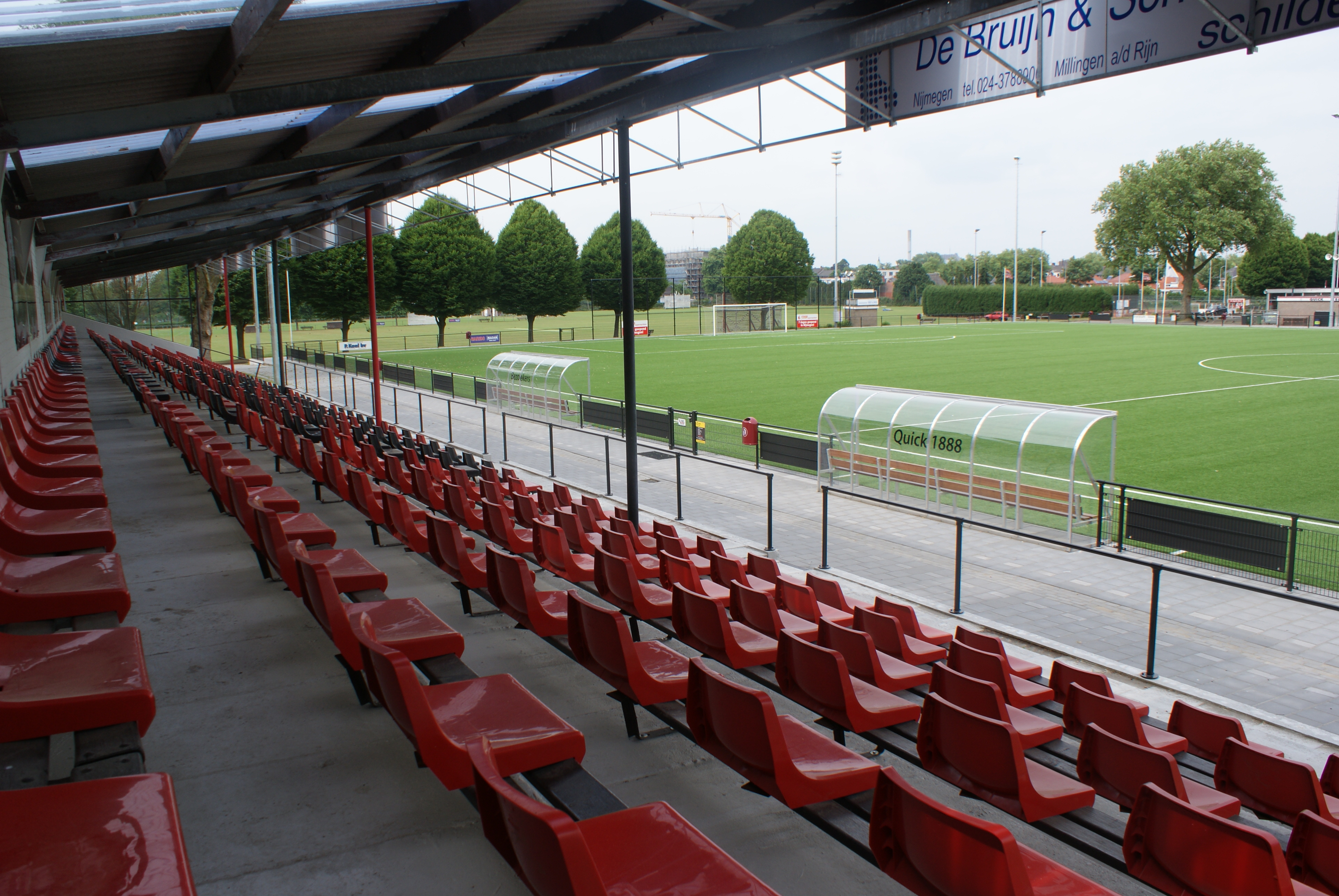
Sportpark De Dennen Hoofdtribune

In de zomer van 2012 werd het complex van Quick gerenoveerd. Zo kreeg de club een kunstgrasmat op het hoofdveld en zijn alle onoverdekte tribunes verwijderd. De huidige hoofdtribune heeft een opknapbeurt gekregen en onder andere ook nieuwe stoeltjes.

## Gelderse derby
Voordat het betaald voetbal werd geïntroduceerd in 1954 stond Quick 1888 hoger in de pikorde dan stadsgenoot NEC. De zgn Gelderse derby vond tussen 1894 en 1954 plaats tussen de heerenclubs Vitesse en Quick 1888.

## Belangrijkste gebeurtenissen
| Jaar | Gebeurtenis                                                                       |
| ---- | --------------------------------------------------------------------------------- |
| 1888 | Oprichting Quick 1888                                                             |
| 1894 | Quick treedt toe tot N.V.B                                                        |
| 1896 | Tenue wordt ingevoerd                                                             |
| 1897 | Promotie naar de eerste klasse                                                    |
| 1910 | Quick kampioen van de eerste klasse oost en verliest finale om landstitel van HVV |
| 1918 | Opening sportpark Hazenkamp                                                       |
| 1927 | Quick wint de Telegraafbeker (knock-outcompetitie cricket)                        |
| 1938 | Quick bestaat 50 jaar en promoveert naar hoofdklasse                              |
| 1949 | Quick wint de KNVB Beker                                                          |
| 1954 | Quick besluit niet in betaald voetbal te spelen                                   |
| 1966 | Afdeling hockey verlaat moedervereniging                                          |
| 1987 | Opening O.C. Huismanhal                                                           |
| 1990 | Afdeling badminton toegevoegd                                                     |
| 2012 | Renovatie Sportpark De Dennen                                                     |
| 2012 | Afdeling lacrosse toegevoegd                                                      |
| 2016 | Opening nieuwe clubhuis                                                           |
| 2017 | Aankoop replica KNVB Beker                                                        |

## Erelijst
| Nationaal                                   |     |                                                                        |
| Nederlands landskampioenschap               | 0x  | Nederlands landskampioenschap voetbal 1909/10, (Runner-up)             |
| KNVB Beker                                  | 1x  | 1949                                                                   |
| Nederlandse Supercup / Johan Cruijff Schaal | 0x  | 1949 (runner-up)                                                       |
| Regionaal                                   |     |                                                                        |
| Afdelingskampioen Eerste Klasse (Oost)      | 7x  | 1910, 1958, 1960, 1962, 1963, 1974, 1981                               |
| Afdelingskampioen Tweede Klasse (Oost)      | 12x | 1897, 1909, 1932, 1937, 1938, 1951, 1953, 1957, 1971, 1980, 1992, 2016 |
| Afdelingskampioen Derde Klasse (Oost)       | 2x  | 2008, 2009                                                             |

## Competitieresultaten 2017-2021 (zaterdag)
| 7 4A |

| 2 4A |

| 7 4A |

| Vierde klasse |

## Competitieresultaten 1895–2021 (zondag)
| 3 1B |

| 3 1B |

| 1 2A |

| 3 |

| 4 |

| 3 |

| 5 |

| 3 |

| 4 |

| 4 |

| 3 |

| 6 |

| 4 |

| 7 |

| 1 2C |

| 1 |

| 2 |

| 3 |

| 4 |

| 4 |

| 6 |

| 2 |

| 3 |

| 4 |

| 3 |

| 5 |

| 3 |

| 7 |

| 4 |

| 7 |

| 9 |

| 10 |

| 2 2B |

| 2 2B |

| 2 2B |

| 2 2B |

| 3 2B |

| 1 2B |

| 4 2B |

| 3 2B |

| 5 2B |

| 3 2B |

| 1 2B |

| 1 2B |

| 8 |

| 9 |

| 7 |

| 2 |

| 6 |

| 5 |

|  |

| 6 |

| 4 |

| 2 |

| 6 |

| 10 |

| 1 2B |

| 14 1C |

| 1 2B |

| 8 2B |

| 8 2B |

| 8 2B |

| 1 2B |

| 1 1B |

| 4 1B |

| 1 1B |

| 6 1A |

| 1 1D |

| 1 1D |

| 4 1D |

| 6 1D |

| 12 1D |

| 8 2A |

| 7 2A |

| 3 2A |

| 3 2A |

| 1 2A |

| 6 1D |

| 4 1D |

| 1 1D |

| 13 B |

| 3 1D |

| 11 1D |

| 9 2A |

| 10 2A |

| 1 2A |

| 1 1D |

| 13 B |

| 2 1D |

| 5 1D |

| 5 1D |

| 3 1D |

| 2 1D |

| 3 1D |

| 7 1D |

| 9 1D |

| 11 1D |

| 1 2A |

| 9 1D |

| 9 1D |

| 11 1D |

| 3 2A |

| 4 2I |

| 7 2I |

| 2 2I |

| 5 2I |

| 8 2I |

| 11 2I |

| 6 3D |

| 6 3D |

| 3 3D |

| 6 3D |

| 2 3D |

| 1 3D |

| 1 3D |

| 4 2I |

| 7 2I |

| 14 2I |

| 2 3D |

| 5 2I |

| 5 2I |

| 1 2I |

| 2 1E |

| 14 1E |

| 7 2I |

| 13 2I |

| Hoofdklasse | Eerste klasse | Tweede klasse | Derde klasse | Noodcompetitie |

2008: de beslissingswedstrijd op 1 mei om het klassekampioenschap in 3D werd met 0-1 verloren van VV Erica '76.
In elke staaf van de grafiek staat van boven naar beneden vermeld: 
- Eindnotering

Dit is de positie die de club heeft bereikt in de competitie, zonder eventuele beslissings-, play-off- of nacompetitiewedstrijden die nodig zijn geweest om bijvoorbeeld de kampioen van de competitie te bepalen.
Indien een * achter het getal staat is de notering een tussenstand en kan het zijn dat de notering niet overeenkomt met de uiteindelijke eindstand van de competitie.
Staat er een - dan is het seizoen nog bezig en is er geen definitieve uitslag bekend.
Staat er xx op de positie van de notering, dan heeft de club vroegtijdig de competitie verlaten. Dit kan onder andere komen door terugtrekking van het team, faillissement van de club of door een uitgedeelde straf van de KNVB. In veel gevallen staat elders in het artikel de reden vermeld.
Staat er een ? dan is het resultaat uit het verleden onbekend, en is alleen de competitie of het niveau bekend van dat seizoen.
In de seizoenen 2019/20 en 2020/21 werd wegens de coronacrisis het amateurvoetbal afgebroken. Daardoor kennen deze staven geen eindklassering (middels -- weergegeven).
- Competitieniveau en afdelingsletter of Officiële eindstand Eredivisie
  - Competitieniveau en afdelingsletter

Hierbij geeft het getal het niveau weer, dat ook terug te vinden is in de legenda. De letter is de afdelingsaanduiding en wordt gebruikt wanneer er meer afdelingen zijn op hetzelfde niveau. De afdelingsletter is altijd een hoofdletter en wordt meestal zonder nummer gebruikt.
Voorbeeld: 2F is niveau 2e klasse competitie F.
Het competitieniveau en nummer wordt niet vermeld wanneer er slechts één competitie van dit niveau was.
  - Officiële eindstand Eredivisie (getal staat tussen haakjes vermeld)

Sinds de introductie van play-offwedstrijden voor Europees voetbal na afloop van de reguliere competitie in 2005/06, is de KNVB verplicht een eindstand van de Eredivisie door te geven aan de UEFA aan de hand van deze play-offwedstrijden.
Bij deze eindstand staan clubs die zich hebben gekwalificeerd voor Europees voetbal hoger dan clubs die zich niet wisten te kwalificeren. Indien er geen verschil was tussen de eindnotering en de officiële eindstand, staat dit getal niet vermeld.

- Onderafdeling

Hier staat afgekort de naam van de onderafdeling indien de club in dat jaar in een onderafdeling uitkwam. Tevens staat deze afkorting in de legenda en wordt gelinkt naar het artikel over deze onderafdeling. Deze afkorting wordt alleen vermeld wanneer de club in het verleden in verschillende onderafdelingen heeft gespeeld. Deze vermelding is in de staaf altijd in kleine letters. Deze onderafdelingen zijn na het seizoen 1995/96 afgeschaft. Heeft de club in slechts één onderafdeling gespeeld, dan is dit alleen terug te vinden in de legenda.
Onder de staaf staat het jaartal vermeld waarin het seizoen is afgesloten. 15 verwijst naar het seizoen 2014/15 of eventueel het seizoen 1914/15.
Wanneer een staaf leeg is, zijn deze gegevens niet bekend. Het kan ook zijn dat de club dat seizoen niet heeft meegespeeld op het hogere amateurniveau, vroegtijdig de competitie heeft verlaten of uit de competitie is gezet.

In het seizoen 1944/45 was er wegens de Tweede Wereldoorlog geen regulier competitievoetbal.

## Bekende (oud-)spelers
- Shutlan Axwijk
- Wout van Blijderveen
- Hans Verhagen
- Pavel Michalevitsj
- Engin Güngör
- Joël Piroe
- Sylla Sow
- Kelle Roos
- Joël Tshibamba
- Piet Velthuizen (international)
- Rutger Worm
- Zeus de la Paz (international)
- Han Engelsman (international)
- Nol van Berckel (international)
- Pim Bekkering
- Kay Thomassen
- Felix von Heijden (international)
- Cor Smit
- Hans Blume (international)
- Wiet Ledeboer
- Dick Regeling
- Olivier ter Horst
- Hazar Can
- Bob Pellen
- Sib Walraven
- Rutger Worm
- Kelle Roos
- Sergej Sjtanjoek (international)
- Aleh Putsila

## Bekende (oud-)trainers
- Wim Blokland
- Ulrich Cruden
- Piet Dubbelman
- Wim Groenendijk

## Oorlogsmonument

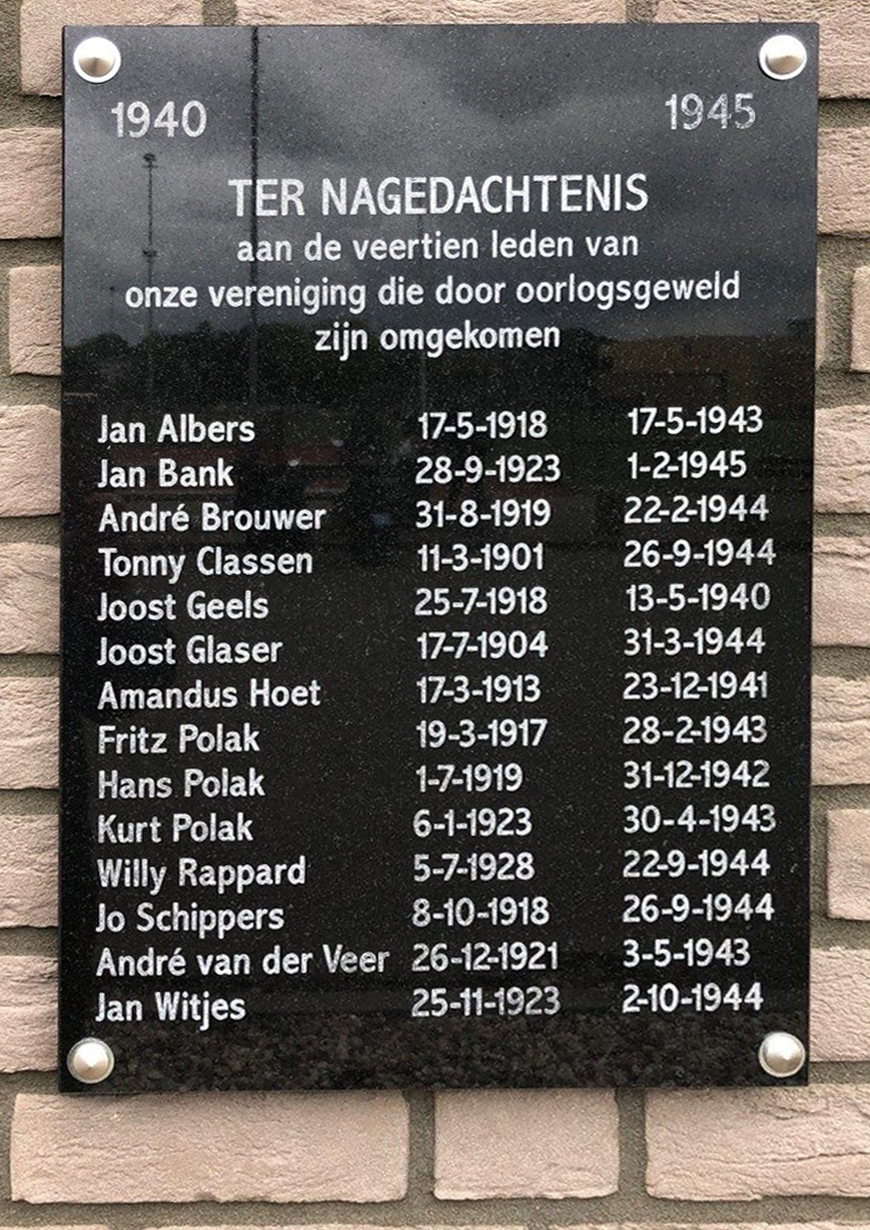
Plaquette bij sportvereniging Quick 1888

Op 3 mei 2022 werd bij Quick 1888 een plaquette onthuld ter nagedachtenis aan leden die zijn omgekomen in de Tweede Wereldoorlog. 
De tekst op de plaquette luidt:
‘1940 1945
Ter nagedachtenis aan de veertien leden van onze vereniging die door oorlogsgeweld zijn omgekomen:
- Jan Albers 17-5-1918 17-5-1943 - Jan Bank 28-9-1923 1-2-1945 - André Brouwer 31-8-1919 22-2-1944,
- Tonny Classen 11-3-1901 26-9-1944 - Joost Geels 25-7-1918 13-5-1940 - Joost Glaser 17-7-1904 31-3-1944
- Amandus Hoet 17-3-1913 23-12-1941 - Fritz Polak 19-3-1917 28-2-1943 - Hans Polak 1-7-1919 31-12-1942
- Kurt Polak 6-1-1923 30-4-1943 - Willy Rappard 5-7-1928 22-9-1944 - Jo Scippers 8-10-1918 26-9-1944
- André van der Veer 26-12-1921 3-5-1943 - Jan Witjes 25-11-1923 2-10-1944.